# Старостин, Дмитрий Яковлевич
Дмитрий Яковлевич Старостин (16.09.1923—27.06.2007) — командир взвода 345-го танкового батальона 91-й отдельной Фастовской танковой бригады 3-й гвардейской танковой армии 1-го Украинского фронта, лейтенант. Герой Советского Союза.

## Биография
Родился 16 сентября 1923 года в деревне Низовка (ныне в черте с. Елховка Елховского района Самарской области). Окончил 7 классов 3-й советской школы (ныне Мариинская гимназия (Ульяновск)) и поступил в Ульяновский автомеханический техникум. Но окончить учёбу не удалось, окончил в 1962 году.
В июне 1941 года был призван в Красную Армию и направлен в военное училище. Член ВКП(б)/КПСС с 1942 года. В начале 1942 года окончил Ульяновское танковое училище имени В. И. Ленина. В марте того же года, получив новые танки Т-34, убыл на Северо-Западный фронт.
Воевал в составе 123-го и 471-го отдельных танковых батальонов в должностях командира танка и танкового взвода. Затем воевал на Воронежском, 1-м Украинском фронтах. Особо отличился в осенью 1943 года в боях за освобождение Правобережной Украины, в составе 91-й гвардейской танковой бригады.

Мемориальная доска Дмитрию Яковлевичу Старостину, на здании УАМТ.

6−7 ноября 1943 года, во время рейда 91-й танковой бригады по тылам врага на город Фастов, взвод лейтенанта Старостина следовал в головной походной заставе. Командирский танк вел сержант Боборыкин, на броне находились автоматчики из мотострелкового батальона майора Мустафаева. Три советских танка нагнали и разгромили отходящую от Киева колонну противников, с ходу танки ворвались в деревню Заборье и уничтожили шедший к Киеву обоз с боеприпасами. Не останавливаясь, танкисты пошли дальше к селу Плесецкому и внезапным ударом освободили его. К 4 часам дня танки лейтенанта Старостина вступили на станцию Мотовиловка, перерезав путь Киев — Фастов, и к вечеру вышли на окраину Фастова. Во время штурма города взвод Старостина шёл на правом фланге бригады. В этом ночном бою офицер-танкист снова отличился, проявив командирскую зрелость и волю к победе. Он заменил выбывшего из строя командира роты и одним из первых ворвался на улицы города. Пройдя на большой скорости по ночным улицам, танкисты ворвались на железнодорожную станцию. Перекрыв путевые стрелки, экипаж до утра вёл бой, не дав врагу вывести со станции эшелоны. Через несколько дней в жестоком бою при взятии города Радомышль Старостин был тяжело ранен и эвакуирован в глубокий тыл, в город Курган. В госпитале узнал о высокой награде.
Указом Президиума Верховного Совета СССР «О присвоении звания Героя Советского Союза генералам, офицерскому, сержантскому и рядовому составу Красной Армии» от 10 января 1944 года за «образцовое выполнение боевых заданий командования на фронте борьбы с немецко-фашистскими захватчиками и проявленные при этом отвагу и геройство» удостоен звания Героя Советского Союза с вручением ордена Ленина и медали «Золотая Звезда».

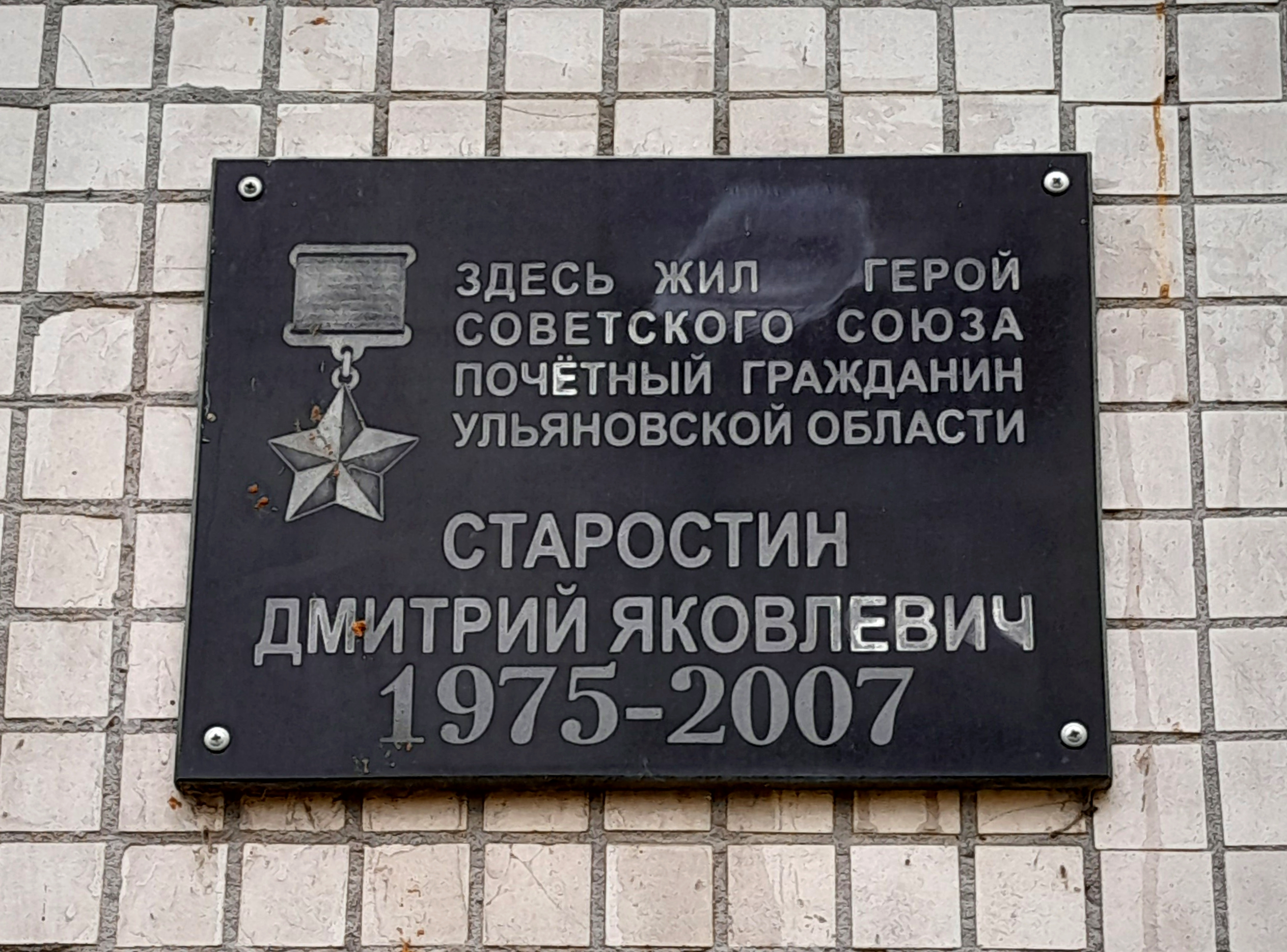
Мемориальная доска Д. Я. Старостину (Ульяновск).

Врачи сделали всё, чтобы вернуть молодого офицера к жизни, но в боевой строй он встать уже не смог. В апреле 1944 года капитан Старостин был уволен в запас по ранению. Приехал в Ульяновск. В 1948 году окончил областную партийную школу. Трудился в партийных органах. В начале 1960-х годов Старостин возглавил управление кинофикации Ульяновского облисполкома и проработал на этой должности двадцать один год, до выхода на пенсию.
Жил в Ульяновске. Скончался 27 июня 2007 года. Был последним Героем Советского Союза, проживавшим в Ульяновске. Похоронен на Северном кладбище в Ульяновске.

## Награды
Заслуженный работник культуры РФ. Награждён советскими орденами: Ленина, Отечественной войны 1-й степени, Красной Звезды, «Знак Почёта», российским орденом Почёта, медалями. Почётный гражданин Ульяновской области (2000).

## Память
- Имя Героя с 2008 года носит общеобразовательная школа № 15 города Ульяновск.
- Мемориальная доска Дмитрию Яковлевичу Старостину установлена на здании УАМТ и на доме где он жил.